# Herpeperas rectalis
Herpeperas rectalis är en fjärilsart som beskrevs av M.Gaede 1940. Herpeperas rectalis ingår i släktet Herpeperas och familjen nattflyn. Inga underarter finns listade i Catalogue of Life.